# ФК Кукеси
ФК Кукеси је албански фудбалски клуб из Кукеша, на североистоку Албаније. Клуб као домаћин игра на Зећир Јимери стадиону, капацитета 5.500 седећих места, и тренутно наступа у Суперлиги Албаније, највишем рангу албанског фудбала. Кукеси је од оснивања играо ниже лиге све до 2012. године када је ушао у Суперлигу. Клуб има једну освојену шампионску титулу.

## Историја
Клуб је основан 4. марта 1930. године у Кукешу под називом Спортска Асоцијација Косова. У својим почецима, тим је био састављен од локалних играча. Први меч у историји клуба одигран је против Интернатија, а резултат је био 0:0. У августу 1931. године клуб је био само учесник локалних турнира са оснивањем Фудбалског савеза Албаније 1932. године, клуб је регистрован под именом Спорт клуб Косова, међутим клуб није учествовао ни у једном државном првенству које се одржавало, све до 1953. године када је клуб био учесник треће дивизије.
У 2010. години клуб је доживео потпуно обнову, а име клуба промењено је по трећи пут, у ФК Кукеси. Представник града Кукеша у парламенту Албаније и члан Демократске странке Албаније, Фатос Хоџа, изабран је за председника клуба. Као резултат великих улагања политичких власти клуб је успео да се пласира у Суперлигу Албаније.
У својој дебитантској сезони клуб је заузео другу позицију и као вицешампион осигурао наступ у УЕФА такмичењу. И у наредне две сезоне клуб је био другопласирани, а у сезони 2015/16 освојен је први Куп Албаније. Нарередне, 2016/17, сезоне Кукеси је освојио своју прву титулу шампиона Албаније у историји клуба. Други трофеј у купу освојен је у сезони 2018/19. Поред титуле и два купа, клуб има и један освојени трофеј у Суперкупу. Највећи међународни успех клуба је пласман у плеј-оф за улазак у Лигу Европе у сезони 2013/14.

## Трофеји
- Суперлига Албаније
  - Победник (1): 2016/17
- Куп Албаније
  - Победник (2): 2015/16, 2018/19
- Суперкуп Албаније
  - Победник (1): 2016

## ФК Кукеси у европским такмичењима
| Сезона   | Такмичење     | Коло        | Клуб              | Дом. | Гост | Укупно      |
| -------- | ------------- | ----------- | ----------------- | ---- | ---- | ----------- |
| 2013/14. | Лига Европе   | 1. коло кв. | Флора             | 0:0  | 1:1  | 1 : 1 (пгг) |
| 2013/14. | Лига Европе   | 2. коло кв. | Сарајево          | 3:2  | 0:0  | 3 : 2       |
| 2013/14. | Лига Европе   | 3. коло кв. | Металург          | 2:0  | 0:1  | 2 : 1       |
| 2013/14. | Лига Европе   | плеј-оф     | Трабзонспор       | 0:2  | 1:3  | 1 : 5       |
| 2014/15. | Лига Европе   | 1. коло кв. | Каират            | 0:0  | 0:1  | 0 : 1       |
| 2015/16. | Лига Европе   | 1. коло кв. | Торпедо Жодино    | 2:0  | 0:0  | 2 : 0       |
| 2015/16. | Лига Европе   | 2. коло кв. | Младост Подгорица | 0:1  | 4:2  | 4 : 3       |
| 2015/16. | Лига Европе   | 3. коло кв. | Легија            | 0:3  | 0:1  | 0 : 4       |
| 2016/17. | Лига Европе   | 1. коло кв. | Рудар Пљевља      | 1:1  | 1:0  | 2 : 1       |
| 2016/17. | Лига Европе   | 2. коло кв. | Аустрија Беч      | 1:4  | 0:1  | 1 : 5       |
| 2017/18. | Лига шампиона | 2. коло кв. | Шериф Тираспољ    | 2:1  | 0:1  | 2 : 2 (пгг) |
| 2018/19. | Лига шампиона | 1. коло кв. | Валета            | 0:0  | 1:1  | 1 : 1 (пгг) |
| 2018/19. | Лига шампиона | 2. коло кв. | Карабаг           | 0:0  | 0:3  | 0 : 3       |
| 2018/19. | Лига Европе   | 3. коло кв. | Торпедо Кутаиси   | 2:0  | 2:5  | 4 : 5       |
| 2019/20. | Лига Европе   | 1. коло кв. | Дебрецин          | 1:1  | 0:3  | 1 : 4       |
| 2020/21. | Лига Европе   | 1. коло кв. | Славија           | 2:1  | Н/Д  | 2 : 1       |
| 2020/21. | Лига Европе   | 2. коло кв. | Волфсбург         | 0:4  | Н/Д  | 0 : 4       |